# منع (منطق)
المنع يطلق على الطرد وعلى المناقضة ويسمى نقضا تفصيليا وهو عبارة عن منع مقدمة معينة من مقدمات الدليل سواء كان المنع بدون السند ويسمى منعا مجردا أو مع السند وينبغي أن يذكر المنع على وجه الإنكار وطلب الدليل لا على وجه الدعوى وإقامة الحجة، وعلى ما يعم المنع التفصيلي في العضدي وحواشيه المراد بالمنع في قولهم مرجع جميع الاعتراضات إلى المنع والمعارضة ما يعم ذلك كله أي المنع تفصيلا وإجمالا.